# Консультативная группа политических партий
Консультативная группа политических партий (индон. Badan Permusjawaratan Partai-Partai, BPP) — широкая коалиция политических партий Индонезии. Предварительное совещание руководства партий, на котором была достигнута договорённость о создании BPP, прошло 27 февраля 1951 года. Официально начала действовать 31 марта 1951 года, тогда же была принята её Основная программа, основанная на идеях индонезийского национализма. Консультативная группа провозгласила в числе своих целей полную политическую независимость Индонезии, а также разрыв соглашений круглого стола, которые нарушали суверенитет страны. Кроме того, она выступала за национализацию ключевых отраслей экономики, освобождение политических заключённых, земельную реформу, право рабочих на забастовки, немедленное проведение выборов в парламент и возвращение Индонезии Западного Ириана .
В Консультативную группу политических партий входили: Коммунистическая партия Индонезии (индон. Partai Komunis Indonesia), Движение за мусульманское воспитание (индон. Perti), Индонезийский мархаэнистский рабочий союз (индон. Permai), Индонезийский исламский союз (индон. Partai Sarekat Islam Indonesia), Партия труда (индон. Partai Buruh), Мурба (индон. Partai Murba), Индонезийская крестьянская партия (индон. Partai Tani Indonesia), Национальная народная партия (индон. Partai Rakjat Nasional), Партия великой Индонезии (индон. Parindra) и Индоевропейская националистическая партия (индон. Partai Indo Nasional).
Первоначально члены Консультативной группы, в особенности компартия, предложили Индонезийской национальной партии присоединиться к ним, но руководство этой партии отклонило предложение. После этого Консультативная группа фактически прекратила свою деятельность .